# Protection maternelle et infantile
Pour les articles homonymes, voir PMI.
 (décembre 2015).
 (décembre 2024).
Si vous disposez d'ouvrages ou d'articles de référence ou si vous connaissez des sites web de qualité traitant du thème abordé ici, merci de compléter l'article en donnant les références utiles à sa vérifiabilité et en les liant à la section « Notes et références ».

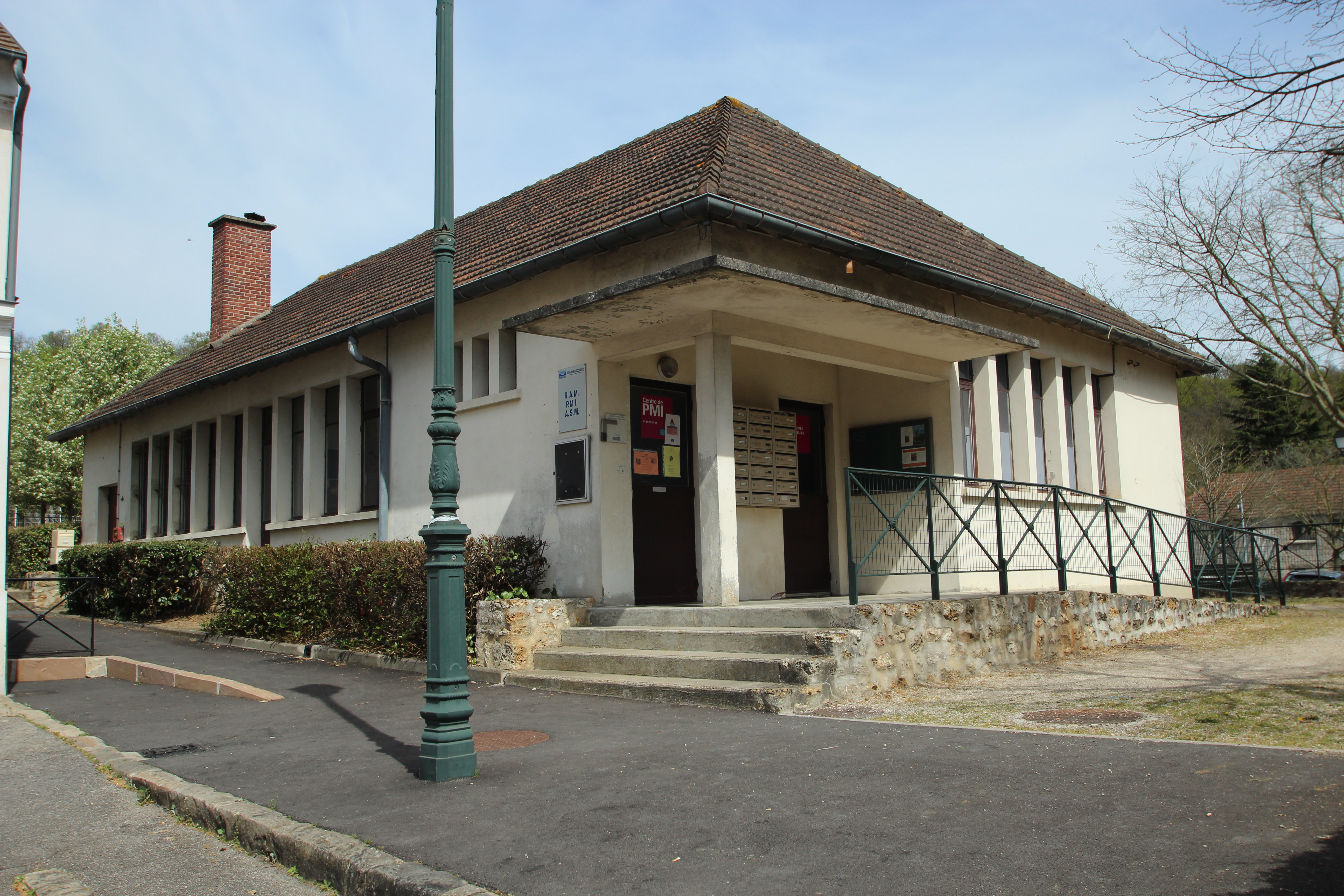
Maison de la Protection maternelle et infantile à Marcoussis en Essonne.

La Protection maternelle et infantile, ou PMI, est un système de protection de la santé de la mère et de l'enfant, créé en France par une ordonnance du 2 novembre 1945 voulue par le ministre de la Santé François Billoux. Cette création fut très largement inspirée par l'Association Alsacienne et Lorraine de puériculture, créée en 1920 par le pédiatre alsacien Paul Rohmer (1876-1977).
La PMI a joué un rôle précurseur dans la distribution de la pilule contraceptive.
La PMI est gérée par le Conseil départemental. Ainsi, elle se situe souvent dans les centres médico-sociaux. Cela permet notamment un travail en étroite collaboration entre infirmiers en puériculture, psychologues, les médecins de PMI, les psychomotriciens, les sages-femmes de PMI, les assistants de service social, les éducateurs de jeunes enfants et les accueils de loisirs. La PMI propose des suivis de grossesse : ainsi un suivi de chaque femme est établi dans les PMI où elles se rendent.

## Missions
- Mesures de prévention médicales, psychologiques, sociales et d’éducation pour la santé en faveur des futurs parents et des enfants.
- Actions de prévention et de dépistage des handicaps des enfants de moins de six ans ainsi que de conseil aux familles pour la prise en charge de ces handicaps.
- Surveillance et le contrôle des établissements et services d’accueil des enfants de moins de six ans ainsi que des assistantes maternelles.
- Actions d'aide aux familles et autres.

## Usagers
- Adolescents, jeunes adultes, futurs parents
- Femmes enceintes
- Enfants de moins de 6 ans

## Admission et prise en charge des usagers
- Femmes enceintes : les déclarations de grossesse sont transmises à la Protection maternelle et infantile, et reçoivent une lettre de mise à disposition. La demande peut aussi venir de la femme enceinte ou bien par demande du médecin généraliste.
- Enfant en danger : signalement auprès de la cellule de recueil de l'information préoccupante (CRIP) et la PMI établit une enquête médico-sociale par la suite.

## Tarifs et prise en charge financière des usagers
- Service public gratuit pour l'usager.
- Les frais de fonctionnement de la Protection maternelle et infantile sont intégrés au budget du conseil départemental.
- De plus en plus d'antennes de Protection maternelle et infantile facturent aux caisse primaire d'assurance maladie les actes (consultation médecin PMI, injection vaccin, etc.) afin de diminuer le déficit qu'engendre les réductions de financement étatique.